# مسجد تونغشين الكبير
مسجد تونغشين الكبير (بالصينية 同心清真大寺) هو واحد من أقدم المساجد في الصين. يقع المسجد في مقاطعة تونغشين التابعة لمنطقة نينغشيا لقومية هوي ذاتية الحكم.
تم بناء المسجد في عهد أسرة مينغ وخضع لإعادة تجديد مرتين في عام 1791 وعام 1907.

## الموقع
يقع المسجد في منطقة نينغشيا ذاتية الحكم في شمال غرب الصين، وتعد نينغشيا هي أكبر مكان سكني للأقلية القومية هوي في الصين، في الصين هناك أكثر من 2,000 مساجد بنيت بالأساليب المعمارية الصينية التقليدية والعربية، ومسجد تونغشين الكبير هو واحد منهم .

## البناء
الجامع الكبير في تونغشين يقع في مقاطعة تونغشين، وهو المسجد الأكثر شهرة في المنطقة الجنوبية الجبلية في نينغشيا، كثير من العلماء المسلمين الشهيرين يأتون للمسد لالقاء الدروس وإلقاء محاضرة، تأسس المسجد في حوالي القرن الرابع عشر الميلادي، وفي نهاية عهد أسرة يوان التي حكمت في الفترة (1271 - 1368) وبداية عهد أسرة مينغ التي حكمت في الفترة (1368 - 1644).

## العمارة
بنيت جميع المباني على منصة عالية ارتفاعها سبعة أمتار، أمام البوابة هناك جدار المدخل وهو جدار تقليدي مزينة بنقوش من الطوب، يمكن للزوار الصعود إلى قاعدة الصلاة من عدة أمتار عن طريق القوس الداخلي أو الممر الخفي، في قاعة الصلاة أول مبنى تراه هو المنبر المؤلف من مستويين، وهو يقع بجانب باب محاذي للمئذنة، يمكن للزوار الدخول للفناء الذي يتكون من قاعة العبادة الرئيسية وقاعات الخطبة الجنوبية والشمالية، وتتكون قاعة العبادة الرئيسية من قاعتين متصلتين، يتسع المسجد لأكثر من 1,000 مصلي في وقت واحد .